# Deutscher Tischtennis-Verband der DDR
Der Deutsche Tischtennis-Verband der DDR (DTTV) war der Tischtennisverband der DDR. Er wurde 1948 gegründet und bestand bis zum 2. Dezember 1990, da sich der DTTV dann mit dem Deutschen Tischtennis-Bund DTTB vereinigte.
Zentrale Themen und Probleme waren immer die Stellung des Tischtennissports in der DDR, die Teilnahme an internationalen Veranstaltungen sowie die Knappheit an Spielmaterial. Ab 1952 wurde monatlich das Mitteilungsblatt des DTTV Tischtennis herausgegeben (ISSN 0138-1547).

## Geschichte

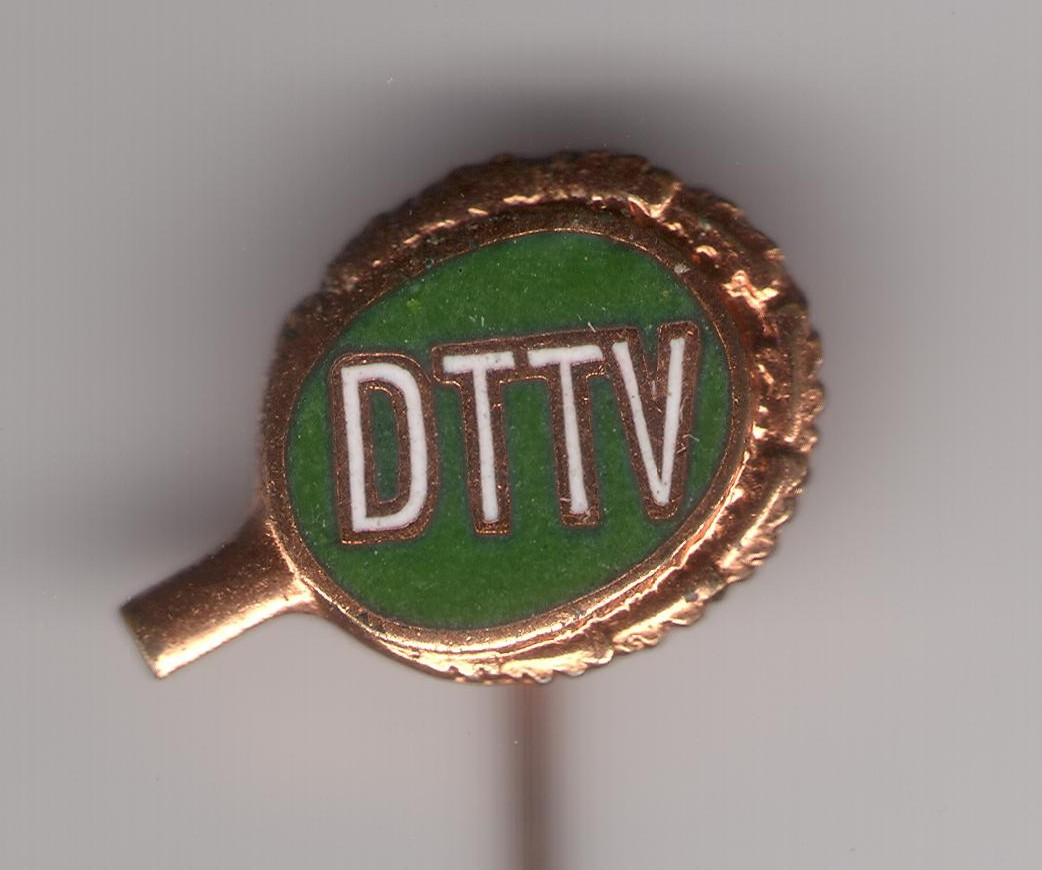
Ehrennadel des DTTV in Bronze 1965

- 5. Juli 1948 – Gründung des Deutschen Sportausschusses mit einer Sparte „Tischtennis“. Erster Vorsitzender wird Oskar Steinhaus (* 1899, † 1975) und bleibt es bis 1961.
- 1948/49 - Erste Mannschaftsmeisterschaft.[1]
- 1949 – Aus der „Sparte Tischtennis“ wird die „Sektion Tischtennis der DDR“. Präsidentin wurde die Gewerkschaftsfunktionärin Anni Strauß. Nach kurzer Zeit übernimmt Horst Benno Scheel dieses Amt.
- Oktober 1949 – Erste DDR-Meisterschaft in Dresden
- August 1953 – Erste Ausgabe der Zeitschrift „Tischtennis“, des Organs des DTTV. Redakteur war Egon Lemke.[2]
- 1954 – Letzte gesamtdeutsche Meisterschaft
- Juli 1954 – Günter Görlitz (* 1926, † 29. Januar 1975) wird Präsident des ostdeutschen Tischtennisverbandes.
- 1958 – Der Deutsche Tischtennis-Verband der DDR (DTTV) wird als selbständiges Mitglied in den Weltverband ITTF aufgenommen.
- 1961 – Der gesamtdeutsche Sportverkehr wird eingefroren.
- 1961 – Ausrichtung der Jugend-Europameisterschaft in Bad Blankenburg.
- 1969 – Die Teilnahme an der Weltmeisterschaft in München wird der Herrenmannschaft aus politischen Gründen untersagt. Ursache war der Leistungssportbeschluss im April 1969, wonach Tischtennis nicht mehr zu den förderungswürdigen Sportarten zählte. Eine Folge davon war in den Jahren danach, dass kaum Material (Bälle, Tische, Schläger) beschafft werden konnte.
- 1969 – Edgar Azig (Staatswissenschaftler und Lottodirektor) wird Präsident.
- 1972 – Teilnahme an der Europameisterschaft in Rotterdam. Danach nahm die DDR nie mehr an Europa- oder Weltmeisterschaften teil. Die Teilnahme an Wettbewerben, wo nicht-sozialistische Länder vertreten waren, war verboten.
- 1974 – Werner Lüderitz (Halle) wird Präsident.
- 1. September 1975: Bernd Raue löst Günter Oelschlägel als DTTV-Trainer ab.[3]
- 2. Dezember 1990: In Berlin beschließt der DTTV seine Auflösung, die am 31. Dezember wirksam wird. Es folgt die Vereinigung mit dem DTTB.[4]
- Bei den Mannschaftsmeisterschaften wird die Saison 1990/91 noch ausgespielt. Die beiden Tabellenersten steigen in die 2. Bundesliga auf. Dies sind bei den Herren BSG Elektronik Gornsdorf und St. Bad Salzungen, bei den Damen BSG Lokomotive Leipzig-Mitte und KSV Erdgas Berlin.

Weitere Informationen zur Geschichte des DTTV finden sich in Tischtennis-Verband Sachsen-Anhalt.

## Auszeichnungen
Auf der Bundeshauptversammlung des DTTB 1991 in Titisee-Neustadt wurden mehrere Funktionäre des DTTV nachträglich für ihre Verdienste ausgezeichnet:
- DTTB-Ehrennadel in Gold
  - Burgunde Reinicke (Berlin), Finanzkommission und Schatzmeister
  - Eberhard Hellmich (Berlin), Lehrwart, Vizepräsident, Pressewart
  - Herbert Lüdecke (Beeskow), Rechtskommission
  - Werner Lüderitz (Halle), Präsident
- DTTB-Ehrennadel in Silber
  - Heinz Haupt (Berlin), Präsidium, Verbandstrainer

## Spielklassen
Für Damen und Herren gab es in den 1970er Jahren unterhalb einer eingleisigen Oberliga drei sogenannte Liga-Staffeln, nämlich Liga Nord, Liga Mitte und Liga Süd mit in der Regel acht Mannschaften. Darunter waren die Bezirksligen Schwerin, Neubrandenburg, Frankfurt (Oder), Berlin, Potsdam, Magdeburg, Halle, Leipzig, Cottbus, Dresden, Karl-Marx-Stadt (Chemnitz) und Erfurt organisiert.

## Mannschaftsmeister der DDR
In den 1970er Jahren gab es als oberste Spielklasse die eingleisige Oberliga für Damen mit acht Mannschaften und Herren mit zehn Mannschaften. Zunächst wurde in einer Gesamtrunde im Modus Jeder gegen Jeden mit Hin- und Rückspiel die Abschlusstabelle ermittelt. Seit der Saison 1975/76 spielten die Teams aus der ersten Hälfte – also die ersten vier Damenteams und die ersten fünf Herrenteams – in einer Meisterrunde um den Titel. Die restlichen Teams aus der unteren Tabellenhälfte kämpften in einer Abstiegsrunde um den Klassenerhalt.
| Saison  | Herren                       | Damen                        |
| ------- | ---------------------------- | ---------------------------- |
| 1948/49 | BSG Motor Jena               | BSG Post West Magdeburg      |
| 1949/50 | BSG Erich Zeigner Leipzig    | BSG West Magdeburg           |
| 1950/51 | BSG Motor Jena               | BSG Einheit Erfurt           |
| 1951/52 | BSG Motor Jena               | BSG Aufbau Börde Magdeburg   |
| 1952/53 | BSG Motor Jena               | BSG Aufbau Börde Magdeburg   |
| 1953/54 | BSG Motor Jena               | BSG Einheit Ost Erfurt       |
| 1954/55 | BSG Motor Jena               | BSG Einheit Ost Erfurt       |
| 1955/56 | SC Motor Berlin              | SC Einheit Berlin            |
| 1956/57 | SC Motor Berlin              | SC Einheit Berlin            |
| 1957/58 | BSG Motor Jena               | SC Einheit Berlin            |
| 1958/59 | BSG Motor Jena               | SC Einheit Dresden           |
| 1959/60 | SC Lokomotive Leipzig        | SC Einheit Dresden           |
| 1960/61 | SC Lokomotive Leipzig        | SC Einheit Dresden           |
| 1961/62 | SC Lokomotive Leipzig        | SC Einheit Dresden           |
| 1962/63 | SC Lokomotive Leipzig        | SC Einheit Dresden           |
| 1963/64 | SC Leipzig                   | TSC Berlin                   |
| 1964/65 | SC Leipzig                   | TSC Berlin                   |
| 1965/66 | BSG Lokomotive Leipzig-Mitte | TSC Berlin                   |
| 1966/67 | BSG Lokomotive Leipzig-Mitte | TSC Berlin                   |
| 1967/68 | BSG Carl Zeiss Jena          | BSG Außenhandel Berlin       |
| 1968/69 | BSG Carl Zeiss Jena          | BSG Außenhandel Berlin       |
| 1969/70 | BSG Außenhandel Berlin       | BSG Außenhandel Berlin       |
| 1970/71 | BSG Außenhandel Berlin       | BSG Außenhandel Berlin       |
| 1971/72 | BSG Außenhandel Berlin       | BSG Außenhandel Berlin       |
| 1972/73 | BSG Außenhandel Berlin       | BSG Außenhandel Berlin       |
| 1973/74 | BSG Außenhandel Berlin       | BSG Außenhandel Berlin       |
| 1974/75 | BSG Außenhandel Berlin       | BSG Außenhandel Berlin       |
| 1975/76 | BSG Stahl Finow              | BSG Außenhandel Berlin       |
| 1976/77 | BSG Außenhandel Berlin       | BSG Lokomotive Leipzig-Mitte |
| 1977/78 | BSG Außenhandel Berlin       | BSG Außenhandel Berlin       |
| 1978/79 | BSG Außenhandel Berlin       | BSG Außenhandel Berlin       |
| 1979/80 | BSG Außenhandel Berlin       | BSG Außenhandel Berlin       |
| 1980/81 | BSG Außenhandel Berlin       | BSG Außenhandel Berlin       |
| 1981/82 | BSG Außenhandel Berlin       | BSG Lokomotive Prenzlau      |
| 1982/83 | BSG Stahl Finow              | BSG Lokomotive Prenzlau      |
| 1983/84 | BSG Stahl Finow              | BSG Lokomotive Prenzlau      |
| 1984/85 | BSG Elektronik Gornsdorf     | BSG Lokomotive Prenzlau      |
| 1985/86 | BSG Elektronik Gornsdorf     | BSG Lokomotive Leipzig-Mitte |
| 1986/87 | BSG Stahl Finow              | BSG Lokomotive Leipzig-Mitte |
| 1987/88 | BSG Stahl Finow              | BSG Lokomotive Leipzig-Mitte |
| 1988/89 | BSG Stahl Finow              | BSG Lokomotive Leipzig-Mitte |
| 1989/90 | BSG Elektronik Gornsdorf     | BSG Lokomotive Leipzig-Mitte |
| 1990/91 | BSG Elektronik Gornsdorf     | BSG Lokomotive Leipzig-Mitte |

Quelle:

## Einzelmeisterschaften der DDR
siehe Einzelmeisterschaften der DDR